# フランシスコ会レコレ派修道院
フランシスコ会レコレ派修道院は、フランス、ヴェルサイユの旧市街に遺る建物である。ルイ14世下の17世紀にフランシスコ会修道士のために建てられた。フランス革命により修道会が退去させられて以来、フランス軍関係が使用する建物となっている。

## 概要
この修道院は、1684年にルイ14世の命により、聖職者として従軍する、キリスト教カトリックのフランシスコ会修道士を、宮殿の近くに住まわせるために開設された。
「レコレ（Récollets)」とは、16世紀に出来た、フランス、ドイツ、オランダに広がるフランシスコ会の一派を指す。
革命の影響で、19世紀から、フランス陸軍が使用する建物となり、現在(2016)は、フランス防衛省の一部門である«Service Technique des Bâtiments Fortifications et Travaux»（防衛インフラ整備関連の研究部門）の看板が入り口に掲げられている。
従って一般には内部公開しないが、モリエール月間（ヴェルサイユ市主催の屋外演劇のイベント）などの場合に可能であれば、扉を開くこともある。

## 所在地
9 rue des Récollets, Versailles, France
ヴェルサイユ宮殿を正面に左手の旧市街内。2013年にオープンした文化商業スペース「ラ・クール・デ・サントゥール」（香りの中庭）の裏手にあたる。

## 歴史
1672〜1673年、ヴェルサイユに宮廷を移す準備の一環として、ルイ14世は、当時ヴェルサイユに唯一あった小さな教会、サンジュリアン教会を取り壊すことを決め、新しく同名の教会を、宮殿をはさんで反対側に開発した新市街（現在のノートルダム街）に建てた。
1682：フランス宮廷の移転が完了、ヴェルサイユが政治の中心地となる。
1682〜1686年、王の第一建築家であったジュール・アルドゥアン＝マンサールが、最初のサンジュリアン教会の跡地に、宮殿の別館であるグラン・コミュン（Grand Commun, 宮廷のための厨房）を建設。
1684年、宮廷と新市街のための教区教会が必要であったため、仮の存在であった二番目のサンジュリアン教会の跡に、同建築家の設計によりノートルダム教会の建設が開始される。
同建築家は並行して、レコレ修道院を、旧市街の教区教会としても使えるよう、グラン・コミュンの裏手に建設した。市内のランビネ美術館にこの修道院の鐘が収蔵されており、そのうちの一つに1684と記されている（写真参照）。
1789年、球技場の誓いの後、6月22日、第三身分の議員が聖職者（第一身分）に新たに合流する場所を求め、この修道院内に入ることを修道士たちに要請したが却下。同日、球技場の誓いと同じ内容の宣誓が、サンルイ教会（現在のサンルイ大聖堂）で行われた。
1793年、修道院が刑務所として使用されるようになる。
1796年、崩壊寸前の状態になっていた教会が、正面のrue St Julien （サンジュリアン通り）から 裏のrue du Jeu de Paume（ジュ・ド・ポーム通り）まで通じる道を拓くという理由でファサードを残して取り壊される。ただしこの通路がその後実際に造られることはなかった。
19世紀以降、修道院の建物には軍関係が常駐し、現在に至る。
1914年、この場所から第五工兵連隊が第一次世界大戦へ出発した。
1985年、正面の教会入り口の扉周辺が修復された。扉の上の彫刻はオリジナルのまま保存されている。
2001年、修道院の敷地の一部が、「ジャルダン・デ・レコレ」（レコレ公園）として当時のヴェルサイユ市長エチエンヌ・パントにより開園。2013年には、市の新たな整備計画「ラ・クール・デ・サントゥール」の一環として、庭園設計家ニコラ・ジルスールにより改めてデザインし直され、「ジャルダン・デ・サントゥール」（香りの庭）と名付けられた。

## 構造
- 建物は、中庭を四方から取り囲む形式である。
- 建物の南側に柱廊があり、フランス式庭園を囲んでいる。
- 北側の建物の脇に、身廊のみのバジリカ式教会が東西の方向に建っていたが、1796年に取り壊された。教会の跡地は、敷石で舗装され、中庭の一部として保存されている。
- フランス式庭園は、修道院の柱廊に一部取り囲まれている。
- 建物の北部分は、2013年より、クール・デ・サントゥールとの境界線になっている。
- 教会の正面の扉は、rue des Récollets（レコレ通り）に面しており、革命前までは、ミサにあずかりに来る町内の信徒に開かれていた。扉の上にペディメントがある。
- 教会入り口から左側へ、窓のある西側の建物が、クール・デ・サントゥールの脇の入り口まで続く。
- 一人分の幅の小さな通用門が、建物の南側の塀に設けられている。
- 正面奥、東側を背にした建物の後ろの土地が、公園として2001年から開放されている。

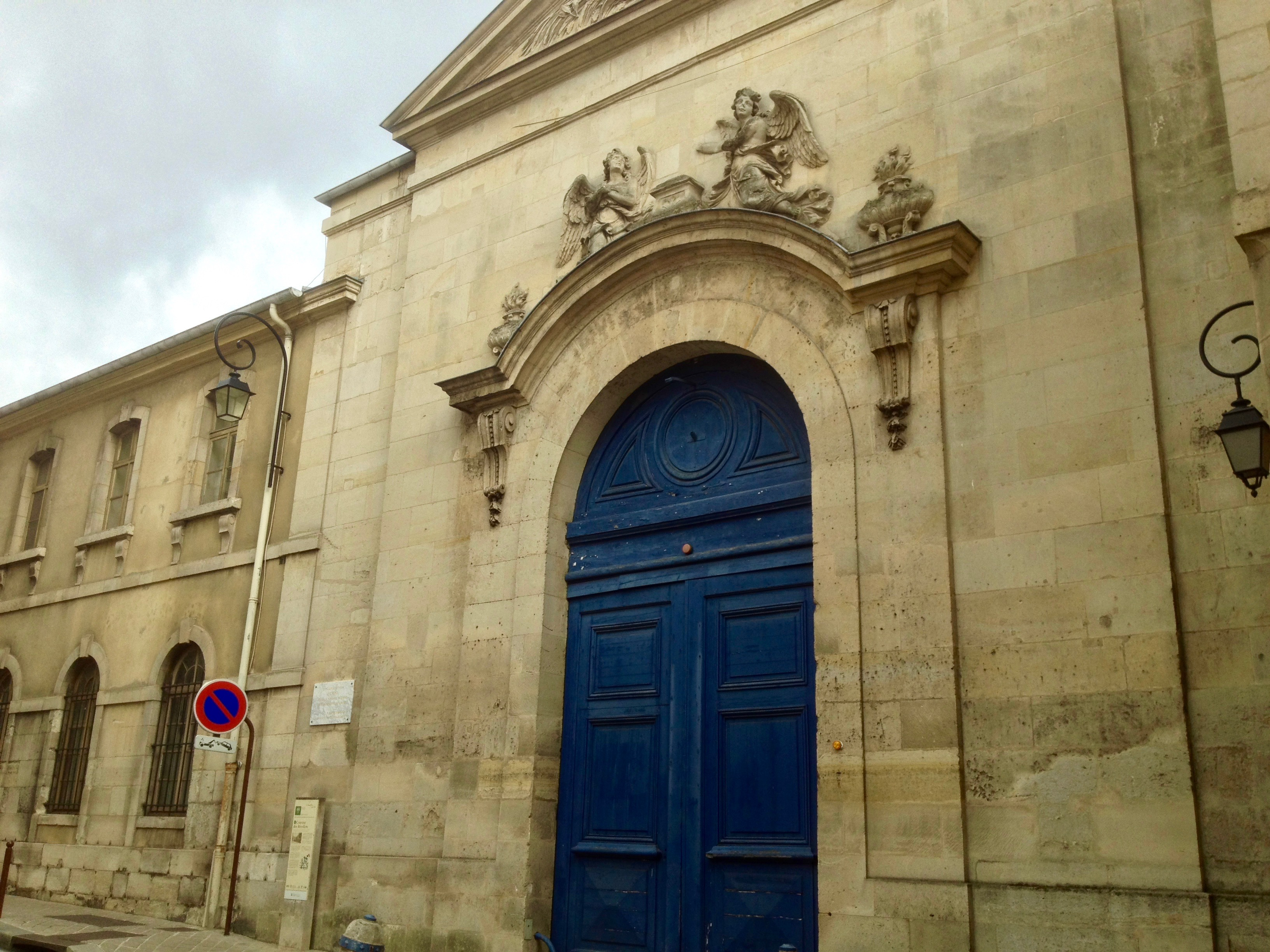
修道院正面
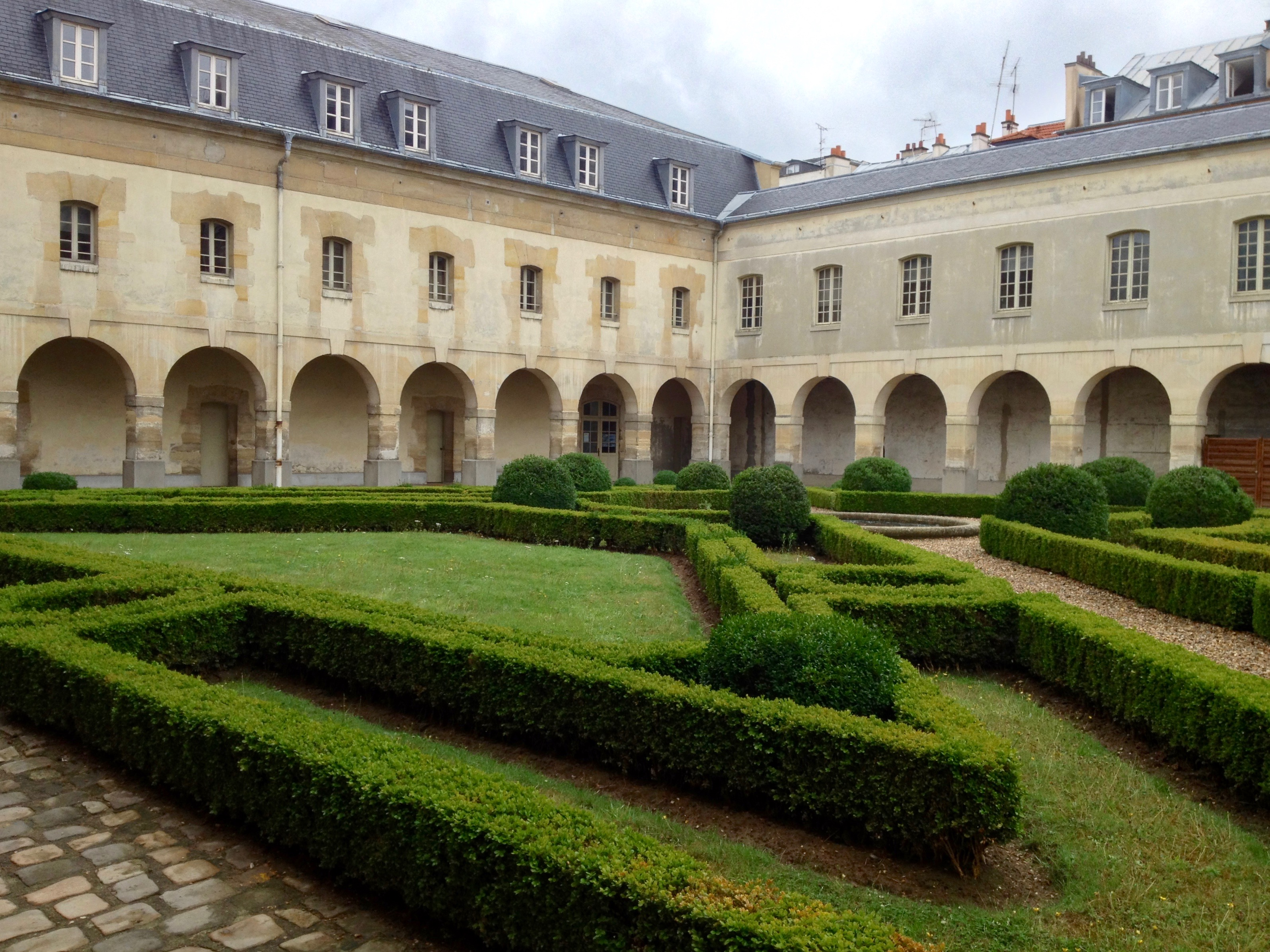
柱廊とフランス式庭園
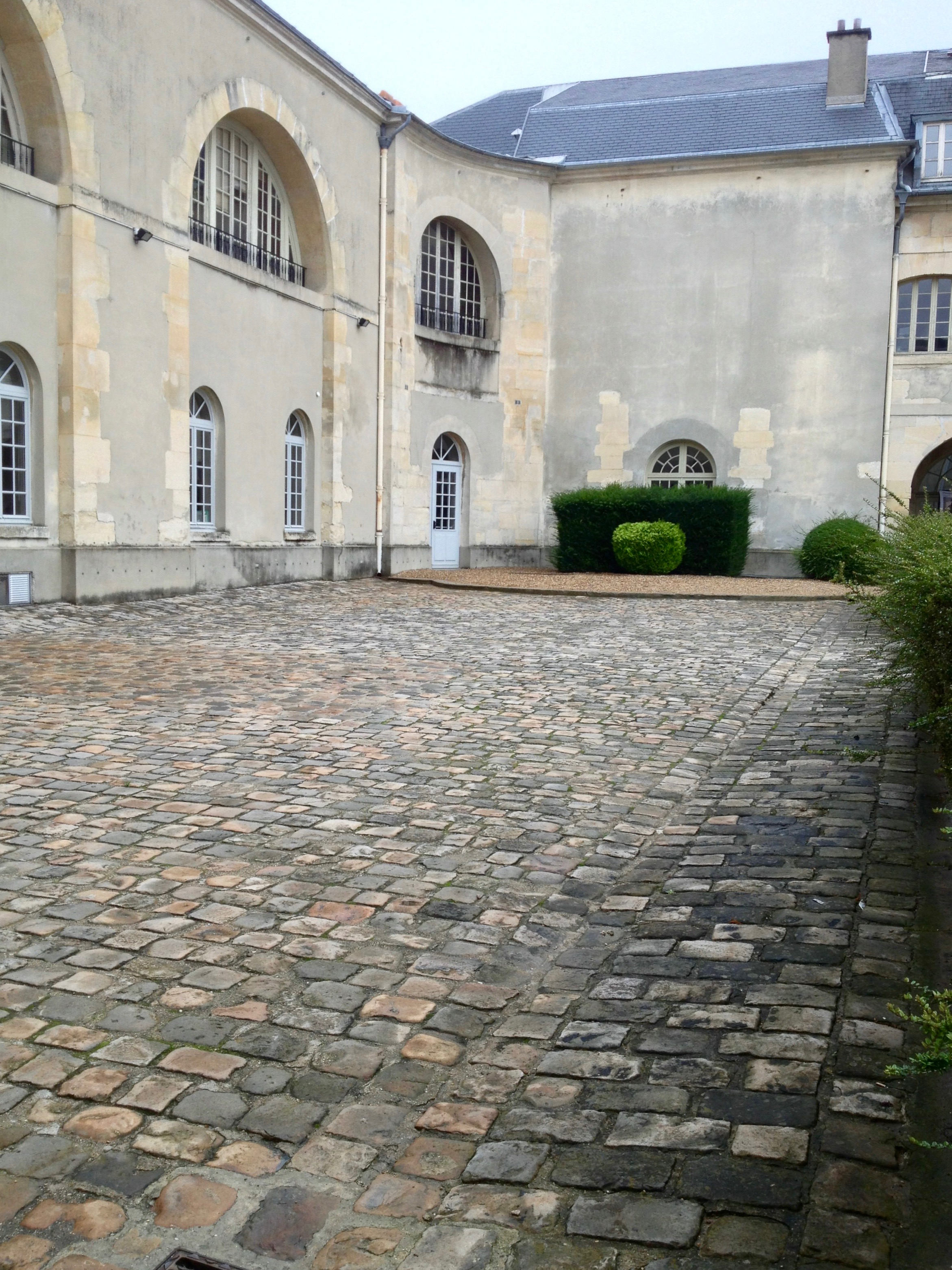
教会の跡地
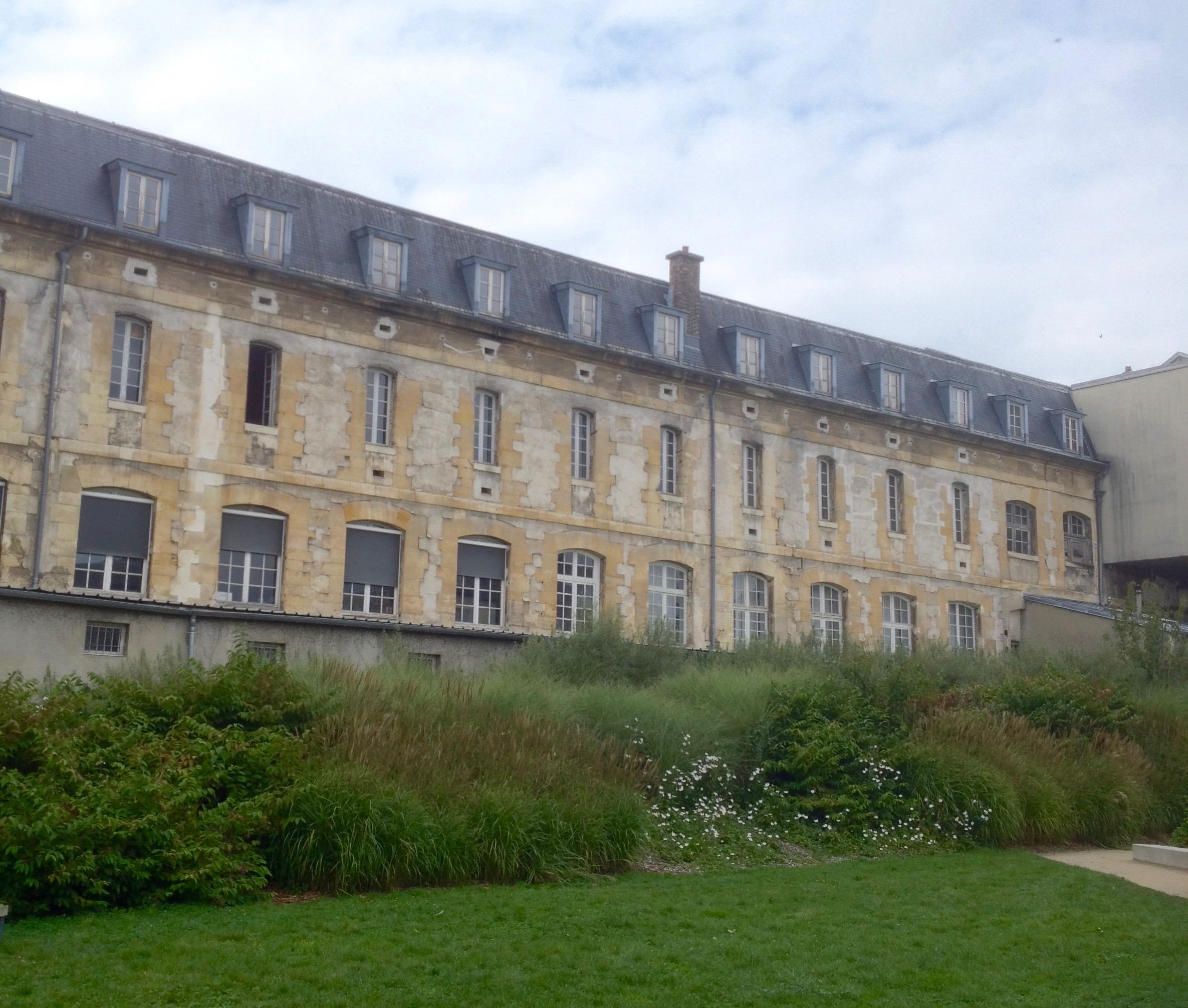
レコレ公園（修道院裏手）
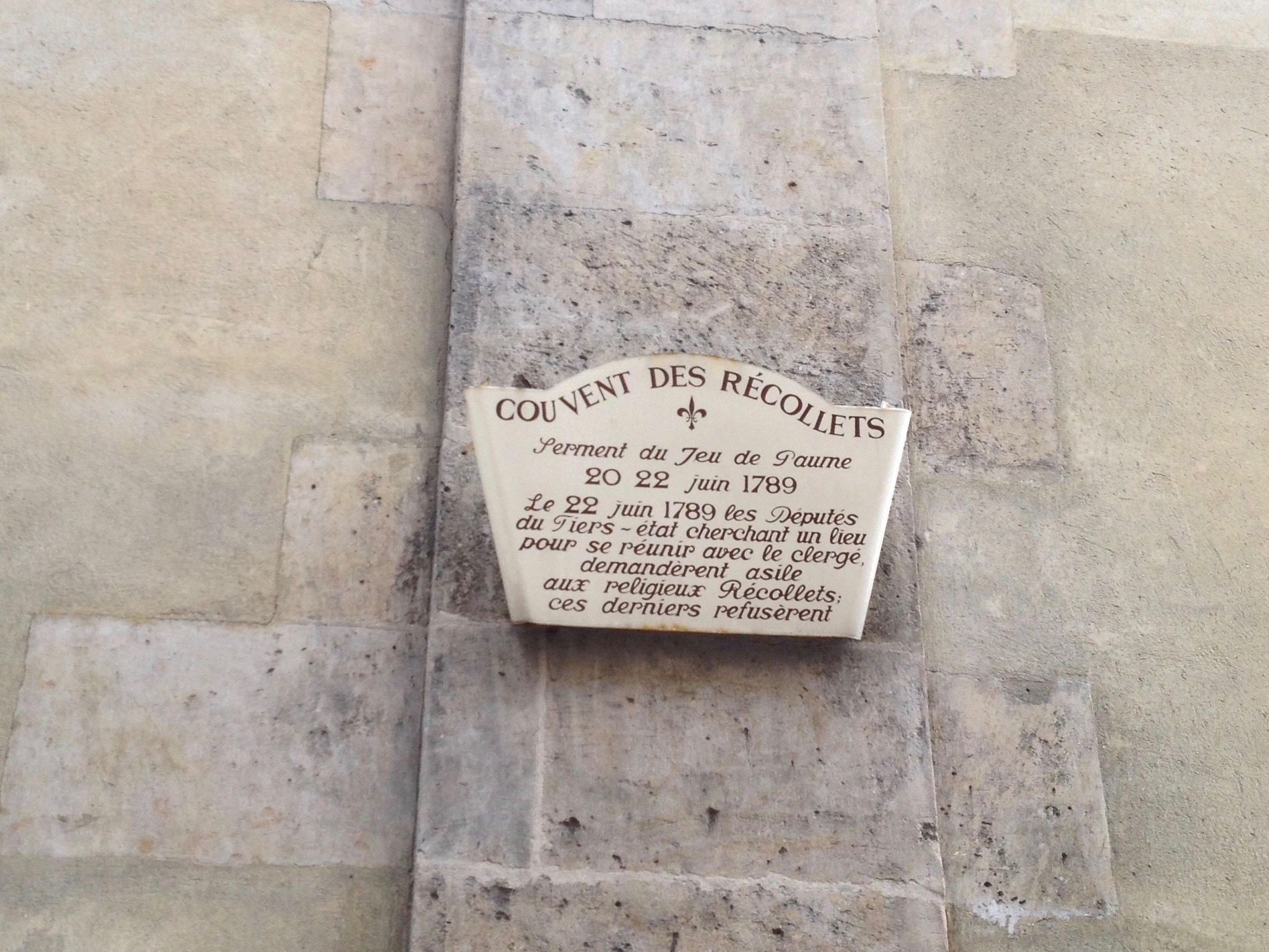
塀にかかる、革命時のエピソードの説明プレート
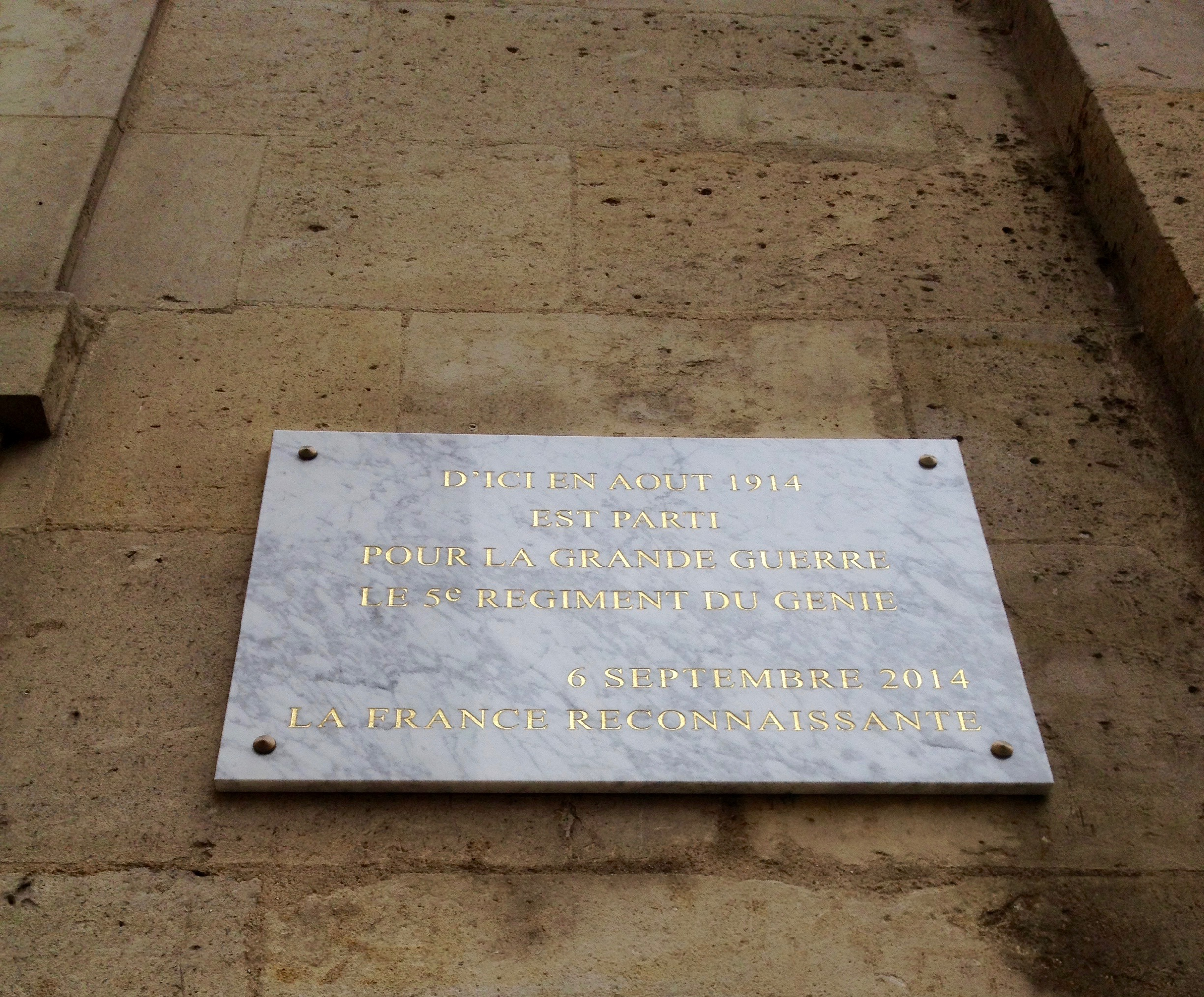
工兵連隊が出陣したことを記念するプレート
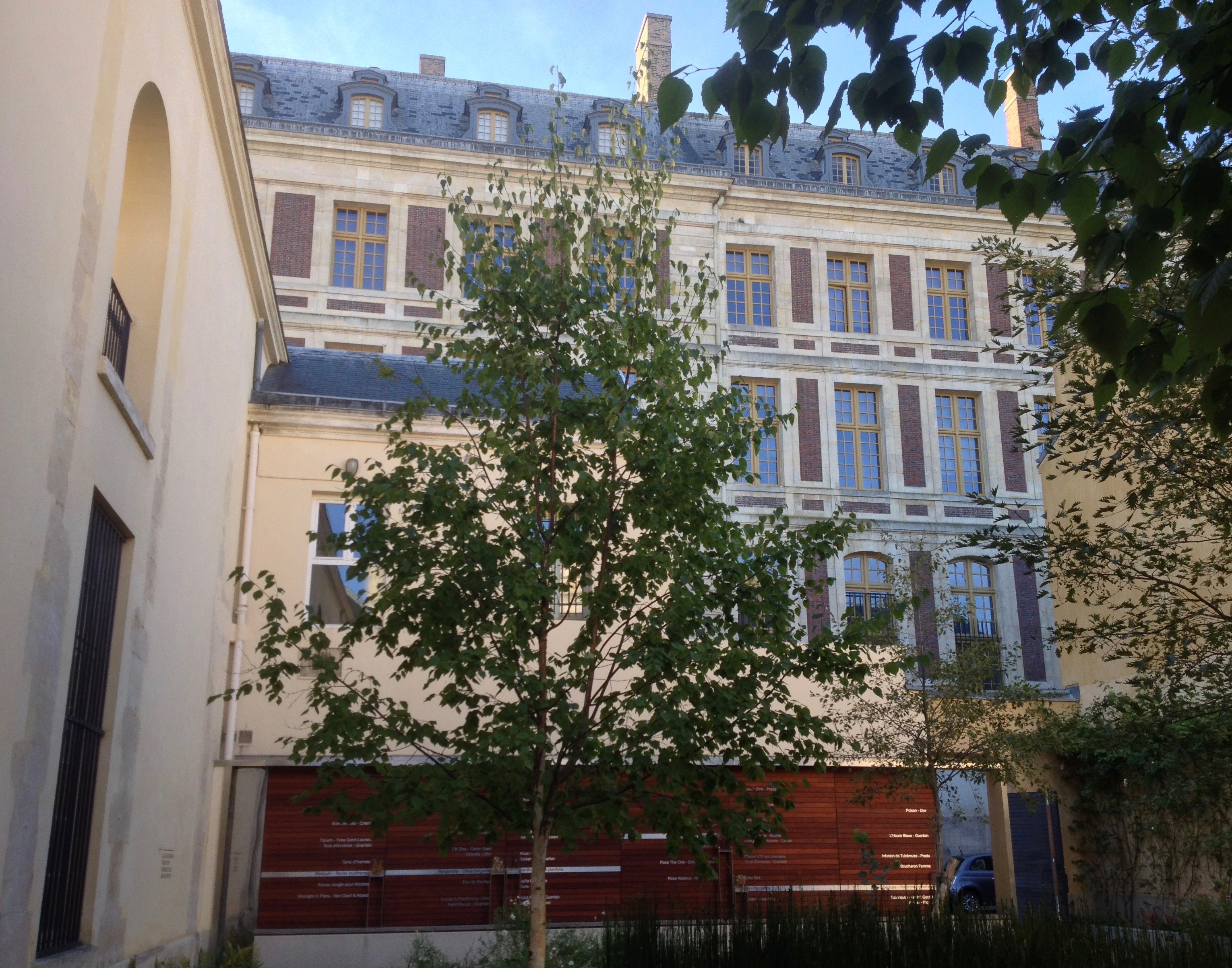
グランコミュン、クール・デ・サントゥールから見る
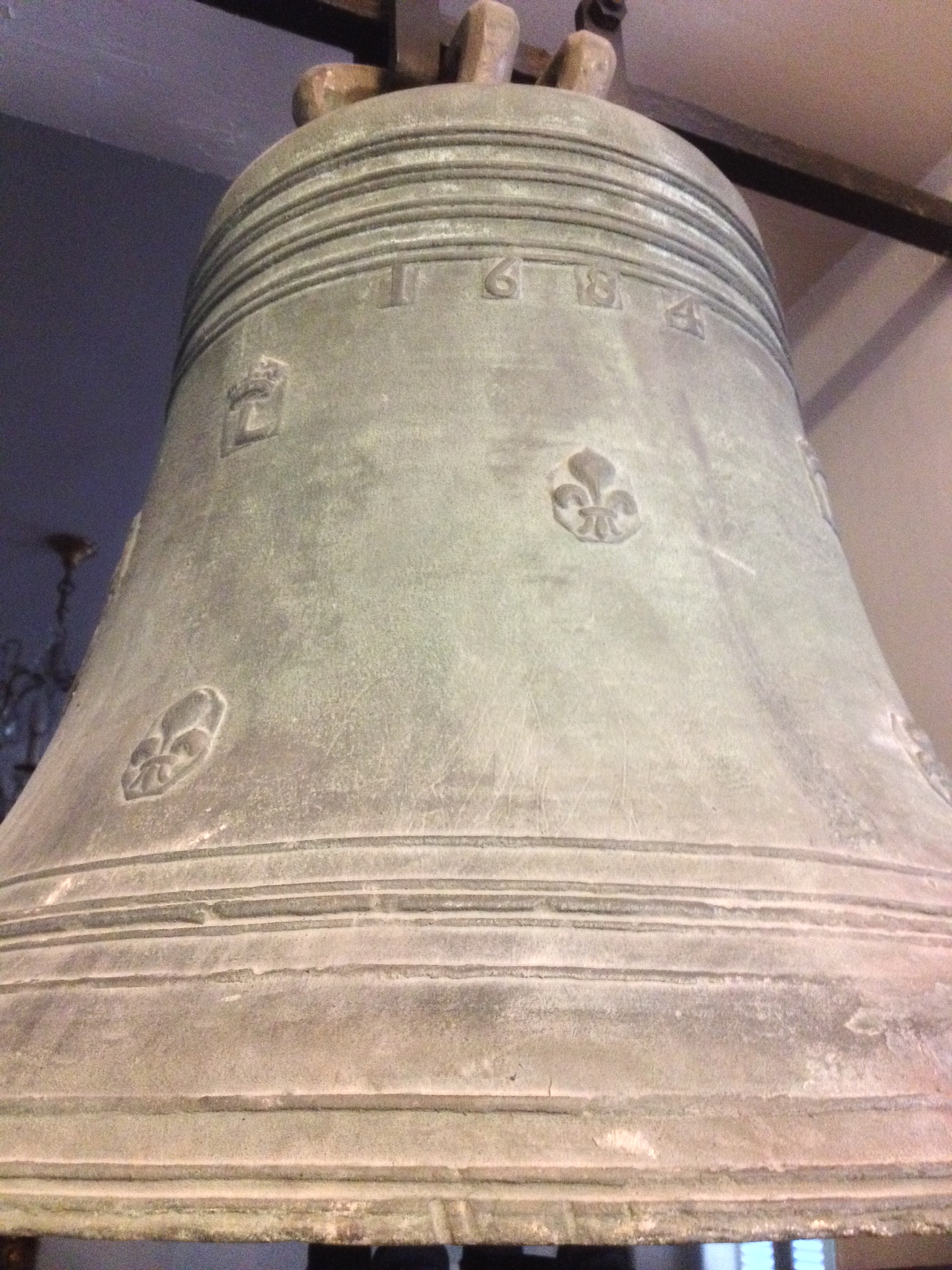
ランビネ美術館収蔵の鐘のひとつ。1684と記されている。鐘の収蔵番号：INV 90.9.1, 90.9.2, 90.9.3